# Andres Larka
Andres Larka (5 de marzo de 1879, Pilistvere, Estonia-8 de enero de 1943 Malmyzh, Unión Soviética) fue un militar y político estonio. Fue un comandante militar en la Guerra de Independencia de Estonia.
En 1902, se graduó de la Academia Militar de Vilna. Larka participó en la guerra ruso-japonesa y se graduó de la Academia Militar Imperial Nicolás en 1912. Luchó en la Primera Guerra Mundial en el frente oriental contra el Imperio alemán, y participó en combates en Prusia Oriental, Polonia y Rumania.
En febrero de 1918, Larka fue nombrado el primer ministro de Guerra de la República de Estonia; en marzo obtuvo el rango militar de general mayor. El mismo año, durante la ocupación alemana, participó en la organización de la Liga de Defensa de Estonia (Eesti Kaitseliit) y sue transferido del cargo de ministro de Guerra a jefe del Estado Mayor. En febrero de 1919, pasó a ser asistente del ministro de Guerra, y permaneció en dicho cargo hasta principios de 1925, cuando se retiró debido a problemas de salud. En este cargo, su trabajo consistió en organizar la movilización y las acciones de las unidades de reserva; después de la guerra, también organizó la desmovilización.
En 1930, fue elegido para encabezar el movimiento Vaps. Fue el candidato de dicho movimiento para las elecciones presidenciales de abril de 1934. Sin embargo, el 12 de marzo de 1934, como la elección de Larka parecía probable, Konstantin Päts y Johan Laidoner llevaron a cabo un golpe de Estado para evitar que ganase las elecciones. A su vez, las elecciones fueron pospuestas indefinidamente. Larka y unos 400 de sus partidarios fueron detenidos y encarcelados, y se estableció un régimen autoritario. Larka estuvo en prisión dos veces (1934-1935 y 1935-1937). En 1940, las autoridades de la ocupación soviética arrestaron a Larka, quien murió en prisión en 1943.
Larka ha sido galardonado con la Orden de Lāčplēsis (2.ª clase) y con la Cruz de la Libertad (división I, 1.ª clase).